# Gerardo Guevara
Luis Gerardo Guevara Viteri (født 23. september 1930 i Quito i Ecuador, død 23. december 2024) var Ecuadors mest betydningsfulde komponist.
Guevara studerede hos Luis Humberto Salgado, og tog senere til Paris, hvor han studerede hos Nadia Boulanger. 
Han var stærkt inspireret af Bela Bartoks musik, og kombinerede den med den indfødte stil fra Ecuador. 
Guevara skrev orkestermusik, strygerkvartetter, sonater, kammermusik osv.

## Udvalgte værker
- "Ecuador" (1972) (orkestersuite)  - for orkester
- "Tuyallay" (1967) - for orkester
- "Historie" (1990) - for orkester
- "Og fred på Jorden blandt mennesker" (1987) - for baryton og orkester
- "Huayra Shina" (1987) - for sopran, baryton og orkester
- 2 strygekvartetter (1960, 1963-1964)
- "Fest" - (1982) for klaver
- "Sal" (1988) - for klaver